# Ayfer Dönmezová
Ayfer Dönmezová, rozená Ayfer Dönmez (* 1. ledna 1982 Manisa, Turecko) je turecká filmová a televizní herečka.

## Život
V roce 2003 získala jako stážistka na filmovém a televizním oddělení Anadolu Üniversitesi v Eskişehiru roli Ceylan v televizním seriálu Bir İstanbul Masali, který režíroval
Ömür Atay. Od té doby se objevuje v tureckých filmech a televizních seriálech. Během filmování si doplňovala odborné vzdělání a získala magisterský titul v oboru herectví na Kadir Has Üniversitesi. V České republice je známá rolí Fatmy ze seriálu Pomsta nebo láska (Dila Hanim) z roku 2014, uváděného TV Barrandov.

## Filmografie
- 2003 – Bir İstanbul Masali (Ceylan) (TV seriál)
- 2006 – Erkekler Ağlamaz (Rabia) (TV seriál)
- 2007 – Hatirla Sevgili (Işık) (TV seriál)
- 2007 – Affedilmeyen (Ayşe) (TV seriál)
- 2008 – Gurbet Kuşlari (Fatoş) (TV seriál)
- 2008 – Kara Köpekler Havlarken (Ayşe)
- 2009 – Kurtlar Vadisi: Gladio (Ayşe)
- 2010 – Küstüm Çiçeği (TV seriál)[3]
- 2010 – Şenlikname: Bir İstanbul Masali (Gülbahar)
- 2012 – Bir Zamanlar Osmanli Kiyam (Mehpare) (TV seriál)
- 2014 – Dila Hanim (česky: Pomsta nebo láska) (Fatma) (TV seriál)
- 2014 – Sonsuz Bir Aşk (Aylin)
- 2015 – O'nun Hikayesi (Zeynep)